# Río Litrán

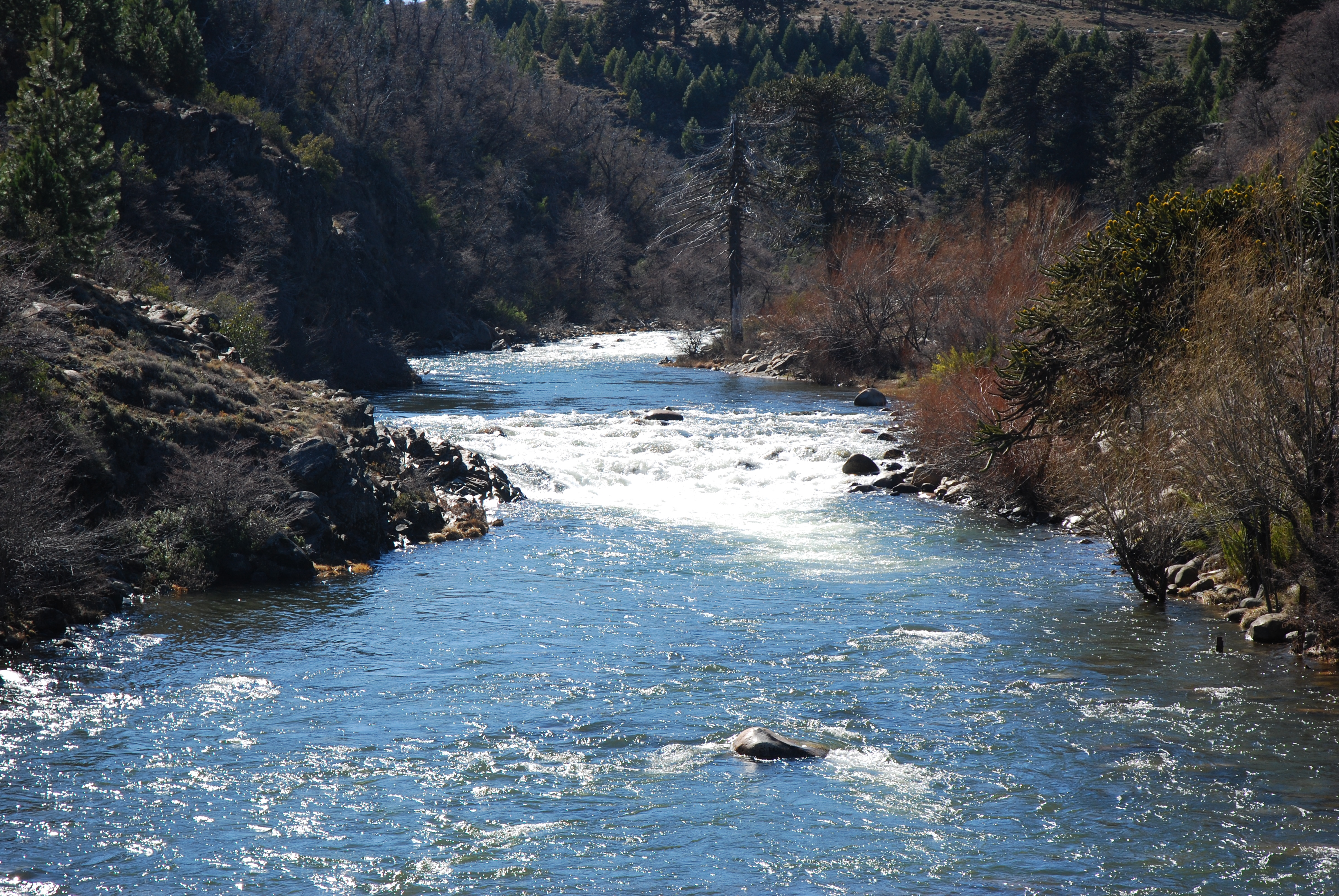
Río Litran desde puente sobre ruta N°13

El río Litrán (en mapudungum: pizarra o cualquier roca que se le asemeje) es un curso de agua que se encuentra ubicado en el Departamento Aluminé de la provincia del Neuquén, Argentina.

## Curso
El río nace de diversos arroyos formados por vertientes de la Cordillera de los Andes, descendiendo con dirección norte - sur hasta desembocar en el lago Aluminé por la margen noreste. Durante un importante tramo del mismo la Ruta Provincial n°23 corre paralelo a la vera del río y cerca del final de la desembocadura lo cruza la Ruta Provincial 13.

## Aprovechamiento
En la desembocadura se practica pesca deportiva, obteniéndose principalmente trucha arco iris de tamaño chico a mediano.